# Florian von Mokrska

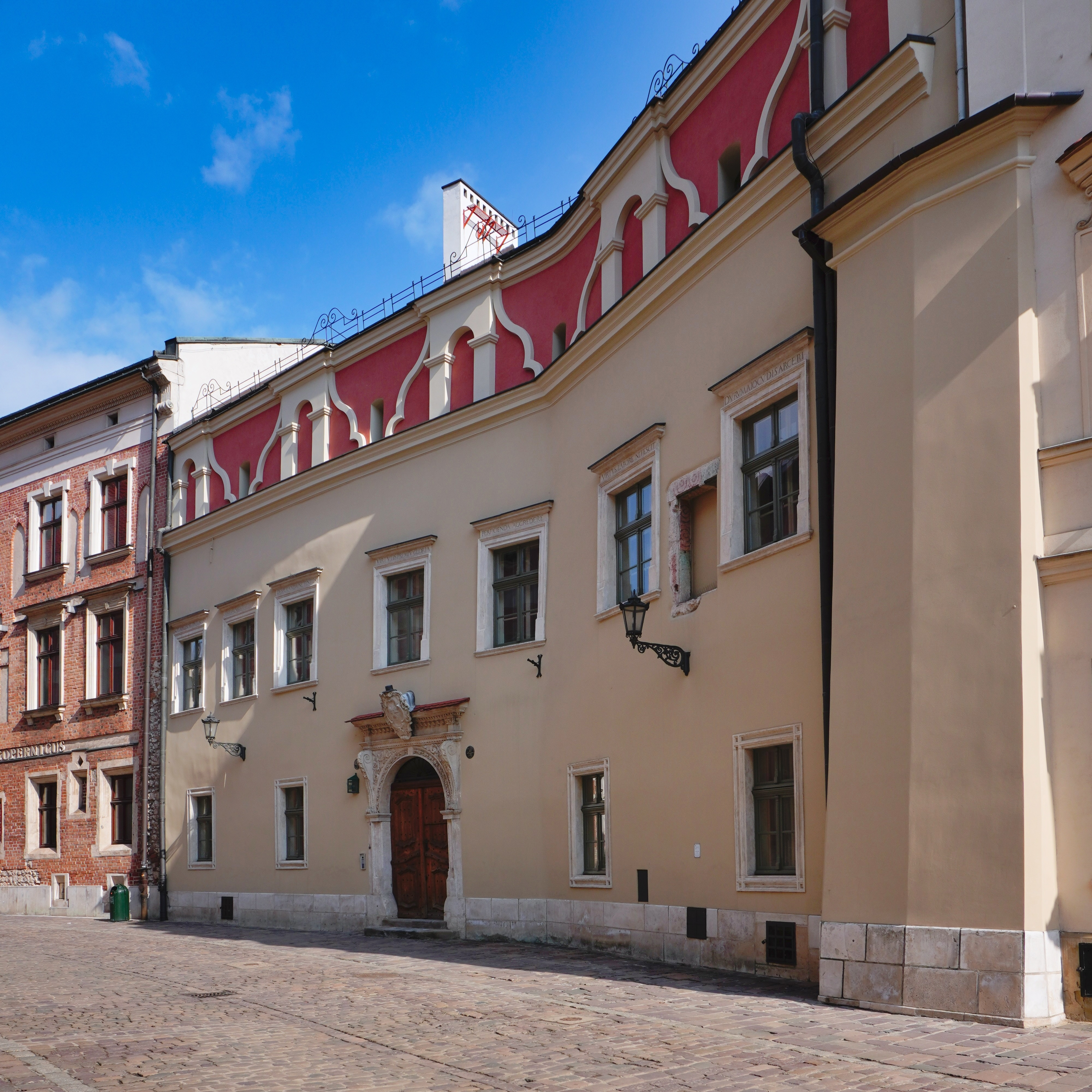
Florian-Mokrski-Bischofspalast in Krakau

Florian von Mokrska (polnisch: Florian Mokrski; * um 1305; † 1380 in Krakau) war ab 1367 Bischof von Krakau. Seine Familie war Teil der Wappengemeinschaft Jelita.

## Leben
Florians Vater war Kastellan Peter von Mokrska. Florian begann seine kirchliche Laufbahn als Kanoniker in Sandomir, Krakau und Breslau. Er war Vertrauter des polnischen Königs Kasimir des Großen, der ihn 1351 nach Bologna und Padua schickte, um die Organisationsstruktur der dortigen Universitäten kennenzulernen, da Kasimir die Gründung einer Universität in Krakau plante. Zusammen mit Janusz Suchywilk und Jarosław Bogoria erarbeitete er das Gründungsstatut der Krakauer Akademie, die 1364 gegründet wurde. 1367 wurde er Bischof von Krakau. Er förderte die bischöflichen Städte Iłża und Bodzentyn, denen er Güter vermachte und die er mit Stadtmauern versah. Er stiftete die Maria-Magdalena-Kirche in Dobrowoda und die Andreaskirche in Węgleszyn. In Krakau residierte er im nach ihm benannten Florian-Mokrski-Bischofspalast an der Kanoniczna-Straße im Stadtteil Okół.